# Karl-Otto Jung
Karl-Otto Jung (* 1938 in Mannheim) ist ein deutscher Maler, Grafiker, Hochschullehrer und Kunsthistoriker.

## Biographie
Karl-Otto Jung  studierte Malerei und Grafik an den Kunstakademien in München, Düsseldorf und London (Central School of Arts and Crafts) sowie Kunstgeschichte, Philosophie, Erziehungswissenschaft und Anglistik an den Universitäten in München und Köln. Er arbeitete zunächst als Kunsterzieher in Köln, bevor er eine Assistenz am Lehrstuhl für Zeichnen, Malen und Grafik von Bruno Müller-Linow an der Technischen Hochschule Darmstadt annahm.
Im Jahre 1975 erhielt er eine Professur an der Pädagogischen Hochschule in Saarbrücken. Diese wurde ein Jahr darauf in die Universität des Saarlandes eingegliedert. Dort baute Karl-Otto Jung eine Fachrichtung für Bildende Kunst und Kunsterziehung auf, die er bis zu seiner Emeritierung im Jahre 2004 leitete. Karl-Otto Jung lebt in Saarbrücken.

## Werk
Die Werke von Karl-Otto Jung sind dem modernen Realismus zuzuordnen. Dabei interessiert ihn "die aus der Anschauung der sichtbaren Welt geschöpfte Darstellung der Wirklichkeit, wie sie sich in Bildnissen, Landschaften oder Stillleben manifestiert". Außerdem gestaltet er mit den Mitteln realistischer Kunst Ideen, die der Phantasie und dem Denken des Künstlers entsprungen sind. "Ganz treffend zitiert Lorenz Dittmann einen Satz Max Liebermanns, um mit ihm die Eigenart des Kunstschaffens Karl-Otto Jungs zu paraphrasieren: Malerei ist Nachahmung der Natur, der sie ihre Stoffe entlehnt, aber sie bleibt ohne schöpferische Phantasie geistlose Kopie."
Neben Ölbildern und Aquarellen entstehen Zeichnungen und Radierungen. Der Künstler ist auch als Autor tätig. Er hat mehrere Schriften zur Kunsttheorie verfasst, wobei er insbesondere "Grundfragen der Bildenden Kunst", so der Titel eines seiner Bücher aus dem Jahre 1994, reflektiert.

## Eigene Schriften zur Kunst
- Karl-Otto Jung: Grundfragen der Bildenden Kunst. Verlag Die Blaue Eule, Essen 1994, ISBN 978-3892065920
- Karl-Otto Jung: Farben-Sehen. Zum künstlerischen Gebrauch der Farben. Galda + Wilch Verlag, Glienicke/Berlin und Cambridge/Massachusetts 1988, ISBN 978-3931397197
- Karl-Otto Jung: Künstlerisches Handeln. Bausteine der Lehre in den Bildenden Künsten. Galda + Wilch Verlag, Glienicke/Berlin und Cambridge/Massachusetts 2000, ISBN 3-931397-31-9
- Karl-Otto Jung: Bildkunst und Sinnstiftung. Zur Grundlegung des Werkes der Bildenden Kunst. Galda + Wilch Verlag,  Glienicke/Berlin und Cambridge/Massachusetts 2004, ISBN 978-3-931397-53-1